# Meinard Man
Meinard Man (Wormer, 15e eeuw - Egmond Binnen, 1526) was een Nederlandse geestelijke die in de zestiende eeuw een invloedrijk abt van de Egmondse abdij was. Meinard had goede contacten met de belangrijkste geleerden en denkers van zijn tijd, onder wie Erasmus, en heeft niet alleen de abdij van Egmond, maar ook de nabijgelegen stad Alkmaar van die contacten laten profiteren. Meinard Man had een grote interesse voor de kunsten en verfraaide de abdij.

## Leven
Meinard Man werd geboren in Wormer, uit een deftige familie. Zijn geestelijke carrière begon hij in Graft, waar hij onderpastoor was. Na een tijd als monnik te hebben geleefd en als pastoor te hebben gediend werd hij in 1509 abt van de Egmondse abdij. Dat zou hij tot zijn dood in 1526 blijven.
Meinard Man had veel belangstelling voor kunst en wijsbegeerte en was bevriend met een aantal van de belangrijkste geleerde van zijn tijd. Zo had hij goede contacten met Erasmus en Maarten van Dorp. 

## Invloed
Hoewel zijn vriend Maarten van Dorp ooit schreef dat Meinard meer geestelijke dan geleerde was, heeft de abt vooral invloed gehad op de wereldlijke kanten van zijn taak. Meinard onderhield nauwe banden met verschillende humanisten. Hij vergrootte de collectie van de Egmondse bibliotheek en verfraaide het kloostercomplex. 
De stad Alkmaar profiteerde van de abt van Egmond. Dat Johannes Murmellius in 1513 naar Alkmaar kwam om daar aan de Latijnse school te doceren, wat Alkmaar voor korte tijd een centrum van cultuur en wetenschap maakte, was naar alle waarschijnlijkheid aan bemiddeling van Meinard te danken. Meinard zorgde ervoor dat de abdij investeerde in de prestigieuze Sint-Laurenskerk die in Alkmaar werd voltooid.
Ook buiten de eigen streek liet Meinard zijn invloed gelden. Hij hervormde verschillende kloosters die onder zijn mandaat vielen. 